# Monts Kuwol
Les monts Kuwol (en coréen, Kuwolsan, hangeul : 구월산 et hanja : 九月山, les « monts de Septembre ») sont situés dans la province du Hwanghae du Sud, en Corée du Nord, près de la côte de la mer Jaune. Peuplé d'érables, le massif tire son nom du neuvième mois du calendrier lunaire, car il est alors considéré comme particulièrement beau et attire chaque année un demi million de touristes coréens selon l'UNESCO. S'étalant sur 110 km2, il est réputé posséder 99 sommets. Le mont Sahwang (hangeul : 사황봉) s'élevant à 954 m d'altitude est le point culminant des monts Kuwol. Il offre une vue s'étendant jusqu'à Pyongyang et la mer Jaune. L'Obong (859 m), le Sambong (615 m) et l'Asa (688 m) sont d'autres sommets notables.
Les monts Kuwol abritent des formations rocheuses, des chutes d'eau de Ryongyon (hangeul : 룡연폭포) et de Samhyongje (hangeul : 삼형제폭포) ainsi que des lacs naturels. Ils sont traversés par de nombreux chemins de promenade.

## Histoire
À l'époque du Koguryo, une forteresse a été construite au mont Kuwol pour repousser les invasions étrangères. Avec son mur d’enceinte long de 5 230 mètres, elle reliait le mont Sahwang aux sommets voisins et comprenait trois portes ainsi que divers bâtiments dont un arsenal et un magasin de provisions.

## Protection environnementale
Le site a été classé  en tant que réserve naturelle à partir d'octobre 1976. Depuis octobre 2004, il fait partie du Réseau mondial des réserves de biosphère de l’UNESCO, qui a mis en avant l'importance des mesures de reboisement pour étudier les changements écologiques. La zone compte 70 000 habitants et joue un rôle important pour l'approvisionnement en riz.
La réserve est divisée en trois zones pour un total de 52 715 ha :
- le cœur (1 245 ha) assure une protection stricte de l'écosystème. C'est une zone forestière s'étendant sur le mont Asa, le mont Tak et le mont Samhyongje dans le territoire des villages de Woljong (arrondissement d'Anak) et Talchon (arrondissement de Samchon). Cette forêt est principalement composée de chênes de Mongolie et du Japon, de pins rouges du Japon, et d'érables (mono ou de Corée) ;
- la zone tampon (2 940 ha) entoure la zone centrale et inclut le mont Sahwang. Elle comprend une route circulaire et des installations pour les touristes, notamment au bord du lac du barrage d'Ayon. Elle abrite les cascades d'Idan et de Ryongyon, le site révolutionnaire de Sansong (la maison habitée par Kim Hyongjik, le père de Kim Il-sung, lors de sa lutte contre les Japonais) et plusieurs autres vestiges historiques, notamment bouddhistes : le temple Woljong, qui date du IXe siècle et les temples Samsong et Phaeyon, la région des stupas et des pierres gravées, le château du Kuwol ainsi que la tombe d'Anak n° 3 (du IVe siècle) ;
- la zone de transition (48 530 ha) conjugue la conservation de la biodiversité avec l'utilisation raisonnable des ressources naturelles. Elle s'étend  également sur une partie de l'arrondissement d'Unchon et presque tout l'arrondissement d'Unryul, jusqu'à la mer et l'embouchure de la rivière Taedong, marquée par la présence du barrage de Nampo. En conséquence, elle gère aussi une zone intertidale et des terrains humides, refuge d'oiseaux migrateurs, en particulier la petite spatule et la grue du Japon.

La faune est notamment constituée de chevreuils des marais, de sangliers, de grenouilles rana ornativentris, de lézards à longue queue takydromus amurensis, de vipères ancistrodon halys,  de mésanges charbonnières, de gélinottes des bois, de geais des chênes et de cygnes. Parmi les plantes, on trouve l'asaret, l'euphorbe, le grand orpin, l'arisème du Japon, le sureau de Corée, le weigela, le seringa de Schrenck, le viorne de Sargent et l'arbre du clergé.